# Zerhoun
Zerhoun (también escrito Zarhun o Zarhon) es una montaña del norte de la ciudad marroquí de Mequinez, en cuya ladera se encuentra el pueblo Moulay Idriss, llamado así por Idrís I, descendiente directo de Mahoma y fundador de la dinastía idrisida, que fue enterrado allí en el año 791 a. C. Dado que toda la ciudad de Moulay Idris es considerado un santuario, no paga impuestos y no proporciona soldados. 
En los pies de la montaña Zerhoun, también se encuentran las ruinas de la antigua ciudad romana Volubilis, primer hogar de Idrís I y actualmente considerada como Patrimonio de la Humanidad por la UNESCO.